# Eretmosaurus
Eretmosaurus es un género extinto de plesiosaurio.

## Historia Taxonómica
Eretmosaurus fue acuñado por Harry Govier Seeley para Plesiosaurus rugosus, en 1840 Richard Owen había acuñado el nombre Plesiosaurus rugosus para numerosas vértebras encontradas en Blue Lias, una formación geológica en el sur, este y oeste de Inglaterra, que pertenecían al Jurásico temprano en  Gloucestershire y otras ubicaciones no especificadas de Reino Unido. Más tarde, Owen describió un esqueleto sin cabeza (NHMUK 14435) que asignó a P. rugosus, y Seeley usó este espécimen como base para nombrar un nuevo género, Eretmosaurus.